# Cara Fawn
Cara Fawn (1978. július 18. –) amerikai pornószínésznő.

## Élete és pályafutása
Cara Fawn vagy másik nevén Cheyenne Silver San Clementében (Kalifornia) született. Erdei vadőr lánya, aki idejének jelentős részét a vadonban töltötte. Tizennyolc évesen született meg első gyermeke. Végzős középiskolásként kezdte meg karrierjét, mint táncos Las Vegasban. Szerződése volt a Vivid Entertainment céggel 1999-ben. 2001 decemberében a Penthouse magazinban szerepelt, mint "hónap kedvence". Cheyenne néhányszor koponyasérülést szenvedett, és Englewoodba, Koloradóba szállították trauma kezelésre, az agyában történő vérzés következtében.

## Válogatott filmográfia
| - 2006 Busty Cops: Protect and Serve! - 2006 100% American Made - 2006 Charmane Star Revealed - 2006 More Bang for the Buckxxx - 2005 Barnyard Babes - 2005 Alabama Jones and the Busty Crusade - 2004 Deep Inside Celeste - 2004 In Aphrodite - 2003 This Girl's Life - 2003 Third Date - 2003 C-Men: Part 2 - Fanny Force - 2003 Cumback Pussy Platinum 2 - 2003 The Fans Have Spoken 4 - 2002 Night Calls: 411 | - 2002 Raven - 2002 Strip Bowling - 2002 Vixen - 2002 Shoe Store - 2002 Anything - 2002 100% Blowjobs 3 - 2001 Sodomania Slop Shots 10 - 2001 Real Sex Magazine All Cumshots - 2001 Where the Boys Aren't 15 - 2001 Where the Boys Aren't 14 - 2000 Private XXX 10 - 2000 Fuck-O-Rama 6 - 2000 Anally Exposed - 2000 Buttwoman 2000 |

## Díjai
- 2000 XRCO-díj jelölés a Legjobb csoportos jelenthez[1]
- 2000 AVN-díj jelölés Az összes lány legjobbjának szex jelenete[2]
- 2000 Hot D'OR jelölés: A legjobb új amerikai csillag[3]